# Pont Marie-de-l'Incarnation
Le Pont Marie-de-l'Incarnation est un pont de la ville de Québec enjambant la rivière Saint-Charles. 

## Situation et accès
Il permet d'accéder au Boulevard Wilfrid-Hamel depuis le quartier Saint-Sauveur.

## Origine du nom
Il tire son nom de la rue du même nom dont il est une continuité, elle-même se nommant ainsi en l'honneur de Marie de l'Incarnation. 